# Eddie Cochran
Raymond Edward "Eddie" Cochran (3. oktober 1938 – 17. april 1960) var en amerikansk rockabilly-musiker. Han er mest kendt for "Summertime Blues", men stod også bag sange som "My Way", "Nervous Breakdown", "C'mon Everybody" og "Somethin' Else". Han døde i en trafikulykke i London, hvor både hans forlovede og sangeren Gene Vincent overlevede. Han nåede at udgive tre album før han døde, og en række tidligere uudgivne optagelser er også kommet siden.
På trods af sin korte karriere, har Cochran haft en stor betydning for rockmusikken siden. Han var en inspirationskilde både for beat- og mod-bevægelserne i 1960'erne og punk-bevægelsen i 1970'erne. Hans  sange er senere spillet af blandt andre The Who, Beach Boys, Sid Vicious, The White Stripes og Paul McCartney. I 1987 blev han indstemt i Rockens æresgalleri. Cochran var en af den norske Joachim Nielsens største inspirationskilder og norske Jokke & Valentinernes sang "Kong Eddie", fra albummet Frelst! er en hyldestsang til ære for Eddie Cochran, ligesom flere danske musikere er blevet inspireret og har hyldet ham. 